# Шохин, Николай Александрович
Никола́й Алекса́ндрович Шо́хин (23 августа 1819 — 7 декабря 1895, Москва) — русский архитектор и реставратор, действительный статский советник, председатель Московского Архитектурного общества в 1872—1875 годах.

## Биография
Родился в 1819 году. Брат архитекторов Д. А. Шохина и Ф. А. Шохина. В 1832—1840 годах учился в Архитектурном училище Московской дворцовой конторы, окончив его со степенью архитектурного помощника 3 класса. После окончания учёбы поступил на службу в Московскую дворцовую контору, в которой непрерывно служил вплоть до 1885 года. За свои работы архитектор в разное время удостаивался Высочайших наград и ценных подарков. Помимо работы в Дворцовом ведомстве, H. A. Шохин также состоял секретарем Пречистенского попечительства о бедных, архитектором Воспитательного дома, архитектором Александровского сиротского кадетского корпуса, почётным членом Московского совета детских приютов и почётным членом Братолюбивого общества, работал преподавателем Архитектурного училища Московской дворцовой конторы.

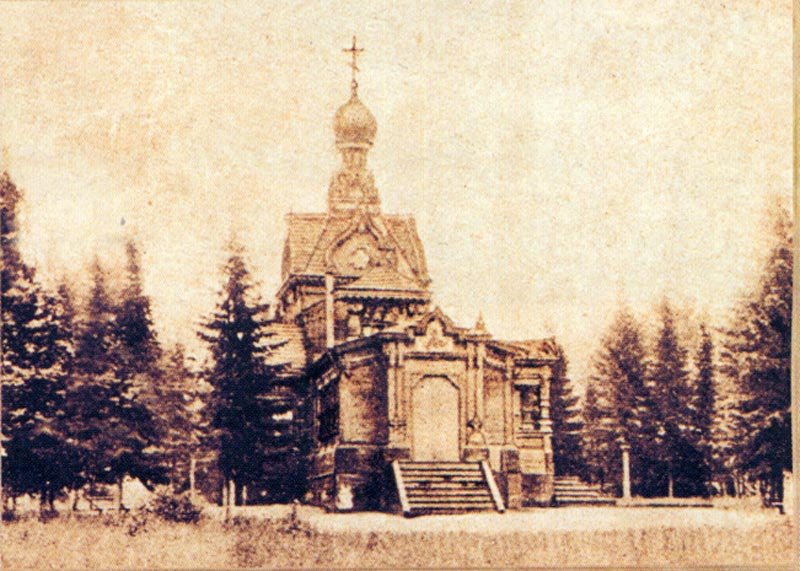
Церковь Петра и Павла в Люблине (1873)

В 1864 году Шохин получил звание почетного вольного общника Императорской академии художеств. В 1867 году архитектор стал одним из учредителей Московского архитектурного общества, а в 1872—1875 годах являлся его председателем. По проектам Н. А. Шохина были отреставрированы Потешный дворец, Троицкая башня, Грановитая палата, Малый Николаевский дворец, Церковь Вознесения Господня в Коломенском. Участвовал в строительстве Большого Кремлёвского дворца. Являлся членом Московского братолюбивого общества снабжения неимущих квартирами, по заказам которого выполнил ряд проектов.
По инициативе Н. А. Шохина при Политехническом музее был открыт архитектурный отдел, который зодчий возглавлял на протяжении 23-х лет.
Н. А. Шохин скончался в Москве 7 декабря 1895 года, похоронен на Дорогомиловском кладбище. В 1940 году в связи с ликвидацией кладбища его прах перезахоронен на Востряковском кладбище, участок № 3.

## Постройки

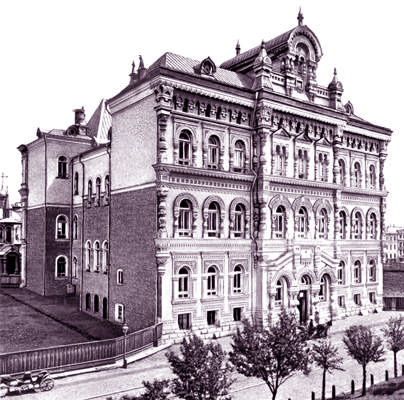
Политехнический музей (центральная часть)

- Перестройка Петровского путевого дворца (1850-е, Москва, Ленинградский проспект, 40);
- Перестройка дома Одоевских (1853, Москва, Камергерский переулок, 3), позднее перестроен;
- Церковь Петра и Павла в Люблине (1873, первоначально: Москва, Летняя улица, напротив дома № 8[3]; в 1927 году под названием «Церковь Введения Пресвятой Богородицы» перенесена в д. Рыжово Егорьевского района Московской области)[4];
- Центральная часть Политехнического музея, фасад И. А. Монигетти (1877, Москва, Новая площадь, 3/4);
- Здание приюта (1882, Москва, Борисоглебский переулок, 9);
- Южное крыло Политехнического музея с Лубянско-Ильинскими торговыми помещениями; строительством руководил А. Е. Вебер (1883, Москва, Новая площадь, 3/4).

## Труды
- Сборник очерков старинных построек
- Н. А. Шохин. Нормальные расценки на производство строительных работ, составленные по поручению строительной конторы Министерства императорского двора. — М.: Тип. М. Бахметева, 1861. — 307 с.
- Н. А. Шохин. Исторический очерк Малого Николаевского дворца в Московском Кремле. — М.: Типо-лит. А.В. Муратова, 1894. — 35 с.
- Н. А. Шохин. Исторический очерк постройки Музея прикладных знаний на Лубянской площади в Москве. — М.: Типо-лит. А.В. Муратова, 1894. — 27 с.